# Сульмін
Сульмін (пол. Sulmin, нім. Sulmin) — село в Польщі, у гміні Жуково Картузького повіту Поморського воєводства.
Населення — 511 осіб (2011).

## Демографія
Демографічна структура станом на 31 березня 2011 року:
|          | Загалом | Допрацездатний вік | Працездатний вік | Постпрацездатний вік |
| -------- | ------- | ------------------ | ---------------- | -------------------- |
| Чоловіки | 265     | 78                 | 172              | 15                   |
| Жінки    | 246     | 73                 | 144              | 29                   |
| Разом    | 511     | 151                | 316              | 44                   |